# Delio Rossi
Delio Rossi (ur. 26 listopada 1960 w Rimini) – włoski trener piłkarski i piłkarz. Podczas piłkarskiej kariery reprezentował barwy klubów A.C. Forlimpopoli, A.C. Cattolica Calcio, U.S. Foggia, Vis Pesaro 1898 i A.S. Andria BAT. Jako trener pracował między innymi w takich zespołach jak Salernitana Calcio 1919, Genoa CFC, US Lecce, Atalanta BC i S.S. Lazio. Od 23 listopada 2009 roku jest szkoleniowcem włoskiego klubu US Città di Palermo. 28 stycznia 2011 roku został zwolniony i zastąpiony przez Serse Cosmiego. 7 listopada 2011 został trenerem Fiorentiny. 2 maja 2012 został zwolniony z funkcji trenera po bójce z piłkarzem. Po 16. kolejkach sezonu 2012/2013 zastąpił Ciro Ferrare na stanowisku trenera U.C.Sampdoria. W 2015 był szkoleniowcem Bologna FC.